# 全面战争：战锤3
《全面战争：战锤3》是一款由Creative Assembly开发并由世嘉发行的回合制战略游戏和即时战术游戏。它也是一款全面战争系列遊戲。该游戏于2021年2月3日正式官宣，并于2022年2月17日開始上架Steam、Epic游戏商城、Microsoft商店和PC Game Pass。